# دانبيت
دانبيت أو دانبايت Danbait هو معدن نادر جدًا من فئة العناصر المعدنية ، وبالتحديد المعادن والمركبات بين المعادن. يتبلور في النظام البلوري المكعب مع التركيب الكيميائي CuZn2 ويشكل مجاميع كروية وشبيهة بالعنب بحجم 0.05 إلى 0.2 مليمتر وحواف حول الكروم في خامات النحاس والنيكل.

## أصل الكلمة والتاريخ
تم اكتشاف الدنبايت لأول مرة في عام 1983 من قبل Yue Shuqin و Wang Wenying و Liu Jinding و Sun Shuqiong و Chen Dianfen في منطقة Rongzhag (الصينية: دانبا) في مقاطعة غارسي التبتية ذاتية الحكم ، مقاطعة سيشوان ، الصين. سميت أيضا بهذا الاسم.

## التصنيف
بالفعل في الإصدار الثامن من تصنيف المعادن الذي عفا عليه الزمن ، ولكنه لا يزال جزئيًا ، وفقًا لـ Strunz ، ينتمي دانبيت إلى فئة المعادن من "العناصر" وهناك قسم "المعادن والسبائك المعدنية (بدون شبه المعادن)" ، حيث تم تصنيفها مع الكادميوم والنحاس الأصفر وتونجكسينيت وزانجينجيت والزنك ،وشكلت المجموعة I / A.04 .
الإصدار التاسع من تصنيف Strunz للمعادن ، والذي دخل حيز التنفيذ منذ عام 2001 والمستخدم من قبل الرابطة الدولية للمعادن (IMA) ، يخصص أيضًا danbait لقسم "المعادن والمركبات بين الفلزات". ومع ذلك ، يتم تقسيم هذا أيضًا وفقًا للمعادن السائدة في المركب ، والتي تم تصنيفها إلى عائلات معدنية وفقًا لخصائصها ذات الصلة. وفقًا لتكوينها ، يمكن العثور على danbait في التقسيم الفرعي "عائلة الزنك والنحاس الأصفر" ، حيث تشكل فقط المجموعة غير المسماة 1.AB.10b جنبًا إلى جنب مع tongxinit.
تصنيف المعادن وفقًا لـ Dana ، والذي يستخدم بشكل أساسي في العالم الناطق باللغة الإنجليزية ، يخصص أيضًا دانبايت للفئة وهناك لقسم "العناصر". يوجد هنا في المجموعة غير المسماة 01.01.06 ضمن التقسيم الفرعي "العناصر: العناصر المعدنية بخلاف مجموعة البلاتين".

## التكوين ومناطق وجوده
تشكل الدانبايت في إدراج طويلة قديمة من رواسب النحاس والزنك الحاملة للبلاتين في الصخور فوق المافية. يرتبط بالكروم ، والبيروتيت ، والبنتلانديت ، والكالكوبيرايت ، والفيولياريت ، والكوبيت ، والبورنيت ، والسفاليريت ، والجالينا ، والليننيت ، والمغنتيت ، والتستيبيوبالاديت ، والسودبوريت ، والسبريلايت ، والأومييت ، والذهب
بالإضافة إلى النوع المحلي Rongzhag (Danba) في الصين ، لا يُعرف المعدن إلا من مانسفيلد بالقرب من لوترشتات أيلزليبن في ولاية سكسونيا -أنهالت ، بألمانيا (اعتبارًا من 2018).

## الهيكل البلوري
يتبلور الدانبايت في النظام البلوري المكعب مع الإحداثيات الشبكية a = 7.7615 Å ، و تتكون وحدة الخلية من 12 من الصيغة الكيميائية . المجموعة الفراغية لهذا التكوين البلوري غير معروفة.

## انظر ايضا
*قائمة المعادن

## المؤلفات
- {{استشهاد بكتاب}}: استشهاد فارغ! (مساعدة)
- Yue Shuqin, Wang Wenying, Liu Jinding, Sun Shuqiong, Chen Dianfen: A study on danbaite. In: Kexue Tongbao. Band 22, 1983, S. 1383–1386 (chinesisch).
- {{استشهاد بكتاب}}: استشهاد فارغ! (مساعدة)
- {{استشهاد بكتاب}}: استشهاد فارغ! (مساعدة)

## روابط انترنت
- الأطلس المعدني: دانبيت
- ميندات - دانبايت (الإنجليزية)

## التفاصيل
1. ↑  مذكور في: rruff. الناشر: الجمعية الدولية للمعادن.
2. "Danbaite" (PDF), Handbook of Mineralogy, Mineralogical Society of America (بالألمانية)
3. Fundortliste für Danbait beim Mineralienatlas und bei Mindat
نسخة محفوظة 2018-05-10 على موقع واي باك مشين.
4. Yue Shuqin, Wang Wenying, Liu Jinding, Sun Shuqiong, Chen Dianfen, "A study on danbaite from a copper-nickel sulfide deposit, southwest China" (PDF), Kexue Tongbao (بالألمانية), vol. 29, no. 5, pp. 1383–1386{{استشهاد}}:  صيانة الاستشهاد: أسماء متعددة: قائمة المؤلفين (link)